# 中华人民共和国国务院 (第十三届全国人大期间)
中华人民共和国第十三届国务院，即第二届李克强政府，是中华人民共和国第十三届全国人民代表大会（2018年3月至2023年3月）所产生的同一时期的中华人民共和国国务院（即中央人民政府）。第十三届国务院总理由中共第十九届中央政治局常委李克强担任。本届政府对第十三届全国人民代表大会及其常务委员会负责。
除国务院办公厅外，第十三届国务院设置组成部门26个、直属特设机构1个、直属机构10个、办事机构2个、直属事业单位9个、部委管理的国家局17个。

## 机构设置
2018年3月17日第十三届全国人民代表大会第一次会议通过《第十三届全国人民代表大会第一次会议关于国务院机构改革方案的决定》，批准《国务院机构改革方案》。根据此次改革方案，国务院正部级机构减少8个，副部级机构减少7个。
根据《国务院机构改革方案》，第十三届国务院设置下列机构：
- 中华人民共和国国务院办公厅

### 国务院组成部门
- 中华人民共和国外交部
- 中华人民共和国国防部
- 中华人民共和国国家发展和改革委员会
- 中华人民共和国教育部
- 中华人民共和国科学技术部
- 中华人民共和国工业和信息化部
- 中华人民共和国国家民族事务委员会
- 中华人民共和国公安部
- 中华人民共和国国家安全部
- 中华人民共和国民政部
- 中华人民共和国司法部
- 中华人民共和国财政部
- 中华人民共和国人力资源和社会保障部
- 中华人民共和国自然资源部
- 中华人民共和国生态环境部
- 中华人民共和国住房和城乡建设部
- 中华人民共和国交通运输部
- 中华人民共和国水利部
- 中华人民共和国农业农村部
- 中华人民共和国商务部
- 中华人民共和国文化和旅游部
- 中华人民共和国国家卫生健康委员会
- 中华人民共和国退役军人事务部
- 中华人民共和国应急管理部
- 中国人民银行
- 中华人民共和国审计署

（教育部对外保留国家语言文字工作委员会牌子。科学技术部对外保留国家外国专家局牌子。工业和信息化部对外保留国家航天局、国家原子能机构牌子。自然资源部对外保留国家海洋局牌子。生态环境部对外保留国家核安全局牌子。）

### 国务院直属特设机构
- 国务院国有资产监督管理委员会

### 国务院直属机构
- 中华人民共和国海关总署
- 国家税务总局
- 国家市场监督管理总局
- 国家广播电视总局
- 国家体育总局
- 国家统计局
- 国家国际发展合作署
- 国家医疗保障局
- 国务院参事室
- 国家机关事务管理局

（国家市场监督管理总局对外保留中国国家认证认可监督管理委员会、中国国家标准化管理委员会、国家反垄断局〔2021年增设〕牌子。国家新闻出版署（国家版权局）在中央宣传部加挂牌子，由中央宣传部承担相关职责。国家宗教事务局在中央统战部加挂牌子，由中央统战部承担相关职责。）

### 国务院办事机构
- 国务院港澳事务办公室
- 国务院研究室

（国务院侨务办公室在中央统战部加挂牌子，由中央统战部承担相关职责。国务院台湾事务办公室与中共中央台湾工作办公室、国家互联网信息办公室与中央网络安全和信息化委员会办公室，一个机构两块牌子，列入中共中央直属机构序列。国务院新闻办公室在中央宣传部加挂牌子。）

### 国务院直属事业单位
- 新华通讯社
- 中国科学院
- 中国社会科学院
- 中国工程院
- 国务院发展研究中心
- 中央广播电视总台
- 中国气象局
- 中国银行保险监督管理委员会
- 中国证券监督管理委员会

（国家行政学院与中央党校，一个机构两块牌子，作为党中央直属事业单位。）

### 国务院部委管理的国家局
- 国家信访局，由国务院办公厅管理。
- 国家粮食和物资储备局，由国家发展和改革委员会管理。
- 国家能源局，由国家发展和改革委员会管理。
- 国家国防科技工业局，由工业和信息化部管理。
- 国家烟草专卖局，由工业和信息化部管理。
- 国家移民管理局，由公安部管理。
- 国家林业和草原局，由自然资源部管理。
- 国家铁路局，由交通运输部管理。
- 中国民用航空局，由交通运输部管理。
- 国家邮政局，由交通运输部管理。
- 国家乡村振兴局，由农业农村部管理。〔2021年增设〕
- 国家文物局，由文化和旅游部管理。
- 国家中医药管理局，由国家卫生健康委员会管理。
- 国家疾病预防控制局，由国家卫生健康委员会管理。〔2021年增设〕
- 国家矿山安全监察局，由应急管理部管理。〔2020年由国家煤矿安全监察局更名组建〕
- 国家消防救援局，由应急管理部管理。〔2023年增设〕
- 国家外汇管理局，由中国人民银行管理。
- 国家药品监督管理局，由国家市场监督管理总局管理。
- 国家知识产权局，由国家市场监督管理总局管理。

（国家移民管理局加挂中华人民共和国出入境管理局牌子。国家林业和草原局加挂国家公园管理局牌子。国家公务员局在中央组织部加挂牌子，由中央组织部承担相关职责。国家档案局与中央档案馆、国家保密局与中央保密委员会办公室、国家密码管理局与中央密码工作领导小组办公室，一个机构两块牌子，列入中共中央直属机关的下属机构序列。）

## 组成人员

### 常务会议组成人员
| 排名 | 肖像 姓名     | 党职                                                                    | 公职                                  | 分工 |
| ---- | ------------- | ----------------------------------------------------------------------- | ------------------------------------- | --- |
| 1    | 李克强        | 中央政治局常委 国务院党组书记                                           | 国务院总理                            | 主持国务院全面工作 中央国家安全委员会副主席 中央全面深化改革委员会副主任 中央全面依法治国委员会副主任 中央财经委员会副主任 中央外事工作委员会副主任 中央网络安全和信息化委员会副主任 中央军民融合发展委员会副主任 中央审计委员会副主任 中央机构编制委员会主任 国家国防动员委员会主任 国家能源委员会主任 |
| 2    | 韩 正         | 中央政治局常委 国务院党组副书记                                         | 国务院副总理                          | 主管发展改革、机构编制、自然资源、生态环境、住房与城乡建设工作 国家能源委员会副主任 国务院食品安全委员会主任 推动长江经济带发展领导小组组长 国务院推进政府职能转变和“放管服”改革协调小组组长 推进海南全面深化改革开放领导小组组长 京津冀及周边地区大气污染防治领导小组组长 推进“一带一路”建设工作领导小组组长 京津冀协同发展领导小组组长 粤港澳大湾区建设领导小组组长 第24届冬奥会工作领导小组组长 全国绿化委员会主任 国务院第三次全国国土调查领导小组组长 |
| 3    | 孙春兰 （女） | 中央政治局委员 国务院党组成员                                           | 国务院副总理                          | 主管教育、卫生、体育、退役军人事务工作 国务院深化医药卫生体制改革领导小组组长 国务院防治艾滋病工作委员会主任 国务院学位委员会主任 国务院妇女儿童工作委员会主任 中国足球改革领导小组组长 全国老龄工作委员会主任 |
| 4    | 胡春华        | 中央政治局委员 国务院党组成员                                           | 国务院副总理                          | 主管农业、农村、商务、水利、旅游工作 国家防汛抗旱总指挥部总指挥（至2019年3月） 国务院扶贫开发领导小组组长 国务院食品安全委员会副主任 首届中国国际进口博览会筹备委员会主任 |
| 5    | 刘 鹤         | 中央政治局委员 国务院党组成员                                           | 国务院副总理                          | 主管金融、科技、工业工作 国务院金融稳定发展委员会主任 国务院促进中小企业发展工作领导小组组长 国家制造强国建设领导小组组长 国家新材料产业发展领导小组组长 国务院安全生产委员会主任 国家科技领导小组副组长 |
| 6    | 魏凤和 上将   | 中央委员 中共中央军委委员 国务院党组成员                                | 国家中央军委委员 国务委员兼国防部部长 | 中央外事工作委员会成员 国家边海防委员会主任 |
| 7    | 王 勇         | 中央委员 国务院党组成员                                                 | 国务委员                              | 中央财经委员会成员 国务院反垄断委员会主任 国家防汛抗旱总指挥部总指挥（2019年3月起） 国务院抗震救灾指挥部指挥长 国务院安全生产委员会副主任 国家减灾委员会主任 国务院残疾人工作委员会主任 |
| 8    | 王 毅         | 中央委员 国务院党组成员                                                 | 国务委员 外交部部长（2022年12月免）   | 中央外事工作委员会委员 |
| 9    | 肖 捷         | 中央委员 国务院党组成员、机关党组书记                                   | 国务委员兼国务院秘书长                | |
| 10   | 赵克志 总警监 | 中央委员 中央政法委副书记 国务院党组成员 公安部党委书记（2021年11月免） | 国务委员 公安部部长（2022年6月免）    | 中央国家安全委员会委员 国家禁毒委员会主任 国家反恐怖工作领导小组组长 国务院安全生产委员会副主任 |

### 各组成部门负责人
根据机构排序，第十三届国务院组成部门负责人如下：
| 组成部门                           | 负责人                     | 任职日期                      |
| ---------------------------------- | -------------------------- | ----------------------------- |
| 中华人民共和国外交部               | 部 长：王 毅               | 2018年3月19日－2022年12月30日 |
| 中华人民共和国外交部               | 部 长：秦 刚               | 2022年12月30日－2023年3月12日 |
| 中华人民共和国国防部               | 部 长：魏凤和 上将         | 2018年3月19日－2023年3月12日  |
| 中华人民共和国国家发展和改革委员会 | 主 任：何立峰              | 2018年3月19日－2023年3月12日  |
| 中华人民共和国教育部               | 部 长：陈宝生              | 2018年3月19日－2021年8月20日  |
| 中华人民共和国教育部               | 部 长：怀进鹏              | 2021年8月20日－2023年3月12日  |
| 中华人民共和国科学技术部           | 部 长：王志刚              | 2018年3月19日－2023年3月12日  |
| 中华人民共和国工业和信息化部       | 部 长：苗 圩               | 2018年3月19日－2020年8月11日  |
| 中华人民共和国工业和信息化部       | 部 长：肖亚庆              | 2020年8月11日－2022年9月2日   |
| 中华人民共和国工业和信息化部       | 部 长：金壮龙              | 2022年9月2日－2023年3月12日   |
| 中华人民共和国国家民族事务委员会   | 主 任：巴特尔              | 2018年3月19日－2020年12月26日 |
| 中华人民共和国国家民族事务委员会   | 主 任：陈小江              | 2020年12月26日－2022年6月24日 |
| 中华人民共和国国家民族事务委员会   | 主 任：潘 岳               | 2022年6月24日－2023年3月12日  |
| 中华人民共和国公安部               | 部 长：赵克志 总警监       | 2018年3月19日－2022年6月24日  |
| 中华人民共和国公安部               | 部 长：王小洪 总警监       | 2022年6月24日－2023年3月12日  |
| 中华人民共和国国家安全部           | 部 长：陈文清 总警监       | 2018年3月19日－2022年10月30日 |
| 中华人民共和国国家安全部           | 部 长：陈一新 总警监       | 2022年10月30日－2023年3月12日 |
| 中华人民共和国民政部               | 部 长：黄树贤              | 2018年3月19日－2019年10月26日 |
| 中华人民共和国民政部               | 部 长：李纪恒              | 2019年10月26日－2022年2月28日 |
| 中华人民共和国民政部               | 部 长：唐登杰              | 2022年2月28日－2023年3月12日  |
| 中华人民共和国司法部               | 部 长：傅政华              | 2018年3月19日－2020年4月29日  |
| 中华人民共和国司法部               | 部 长：唐一军              | 2020年4月29日－2023年2月24日  |
| 中华人民共和国司法部               | 部 长：贺 荣               | 2023年2月24日－2023年3月12日  |
| 中华人民共和国财政部               | 部 长：刘 昆               | 2018年3月19日－2023年3月12日  |
| 中华人民共和国人力资源和社会保障部 | 部 长：张纪南              | 2018年3月19日－2022年6月24日  |
| 中华人民共和国人力资源和社会保障部 | 部 长：周祖翼              | 2022年6月24日－2022年12月30日 |
| 中华人民共和国人力资源和社会保障部 | 部 长：王晓萍              | 2022年12月30日－2023年3月12日 |
| 中华人民共和国自然资源部           | 部 长：陆 昊               | 2018年3月19日－2022年6月24日  |
| 中华人民共和国自然资源部           | 部 长：王广华              | 2022年6月24日－2023年3月12日  |
| 中华人民共和国生态环境部           | 部 长：李干杰              | 2018年3月19日－2020年4月29日  |
| 中华人民共和国生态环境部           | 部 长：黄润秋（九三学社）  | 2020年4月29日－2023年3月12日  |
| 中华人民共和国住房和城乡建设部     | 部 长：王蒙徽              | 2018年3月19日－2022年4月20日  |
| 中华人民共和国住房和城乡建设部     | 部 长：倪 虹               | 2022年6月24日－2023年3月12日  |
| 中华人民共和国交通运输部           | 部 长：李小鹏              | 2018年3月19日－2023年3月12日  |
| 中华人民共和国水利部               | 部 长：鄂竟平              | 2018年3月19日－2021年2月28日  |
| 中华人民共和国水利部               | 部 长：李国英              | 2021年2月28日－2023年3月12日  |
| 中华人民共和国农业农村部           | 部 长：韩长赋              | 2018年3月19日－2020年12月26日 |
| 中华人民共和国农业农村部           | 部 长：唐仁健              | 2020年12月26日－2023年3月12日 |
| 中华人民共和国商务部               | 部 长：钟 山               | 2018年3月19日－2020年12月26日 |
| 中华人民共和国商务部               | 部 长：王文涛              | 2020年12月26日－2023年3月12日 |
| 中华人民共和国文化和旅游部         | 部 长：雒树刚              | 2018年3月19日－2020年8月11日  |
| 中华人民共和国文化和旅游部         | 部 长：胡和平              | 2020年8月11日－2023年3月12日  |
| 中华人民共和国国家卫生健康委员会   | 主 任：马晓伟              | 2018年3月19日－2023年3月12日  |
| 中华人民共和国退役军人事务部       | 部 长：孙绍骋              | 2018年3月19日－2022年6月24日  |
| 中华人民共和国退役军人事务部       | 部 长：裴金佳              | 2022年6月24日－2023年3月12日  |
| 中华人民共和国应急管理部           | 部 长：王玉普 消防救援总监 | 2018年3月19日－2020年12月8日  |
| 中华人民共和国应急管理部           | 部 长：黄 明 消防救援总监  | 2021年4月29日－2022年9月2日   |
| 中华人民共和国应急管理部           | 部 长：王祥喜 消防救援总监 | 2022年9月2日－2023年3月12日   |
| 中国人民银行                       | 行 长：易 纲               | 2018年3月19日－2023年3月12日  |
| 中华人民共和国审计署               | 审计长：胡泽君             | 2018年3月19日－2020年6月30日  |
| 中华人民共和国审计署               | 审计长：侯 凯              | 2020年6月30日－2023年3月12日  |

## 人事变动
- 2018年3月18日，根据中华人民共和国主席习近平的提名，十三届全国人大一次会议经投票表决，决定李克强为国务院总理。
- 2018年3月19日，李克强總理根據《中華人民共和國憲法》，向全國人民代表大會提出國務院副總理、國務委員及各组成部门負責人等其他國務院組成人員人选，獲全國人大批准後正式組成內閣。
- 2019年1月25日，中共中央决定齐玉任外交部党委书记，不再担任中央组织部副部长职务；免去张业遂的外交部党委书记职务。张业遂已满65岁，并于2018年3月起担任全国人大外事委员会主任委员。
- 2019年10月24日，中共中央决定李纪恒任民政部党组书记，不再担任内蒙古自治区党委书记职务；免去黄树贤的民政部党组书记职务。10月26日，十三届全国人大常委会第十四次会议决定任命李纪恒为民政部部长，免去黄树贤的民政部部长职务[7]。11月7日，十三届全国政协常委会第九次会议决定增补黄树贤为全国政协社会和法制委员会副主任[8]。
- 2020年4月8日，中共中央决定孙金龙任生态环境部党组书记，不再担任新疆生产建设兵团党委书记、政委职务[9]。当日，中共中央决定李干杰任山东省委副书记，提名为省长候选人，不再担任生态环境部党组书记、部长[10]。4月20日，国务院任命孙金龙为生态环境部副部长。
- 2020年4月17日，中共中央决定唐一军任司法部党组副书记，不再担任辽宁省委副书记、省长职务；免去傅政华的司法部党组副书记职务，傅政华已满65岁。4月29日，十三届全国人大常委会第十七次会议决定任命唐一军为司法部部长，免去傅政华的司法部部长职务；决定任命生态环境部副部长黄润秋（九三学社）为生态环境部部长，免去李干杰的生态环境部部长职务[11]。5月19日，十三届全国政协常委会第十次会议决定增补傅政华为全国政协社会和法制委员会副主任[12]。
- 2020年6月29日，中共中央决定任命侯凯为审计署党组书记，不再担任中央和国家机关工委副书记、纪检监察工委书记职务；免去胡泽君的审计署党组书记职务。6月30日，十三届全国人大常委会第二十次会议決定任命侯凯为审计署审计长，免去其国家监察委员会委员职务；免去胡泽君的审计署审计长职务[13]。侯凯仍担任中央纪委常委。8月28日，十三届全国政协常委会第十三次会议决定增补胡泽君为全国政协人口资源环境委员会副主任。
- 2020年7月30日，中共中央决定肖亚庆任工业和信息化部党组书记，不再担任国家市场监督管理总局局长、党组书记职务；胡和平任中共中央宣传部副部长、文化和旅游部党组书记，不再担任陕西省委书记职务。免去苗圩的工业和信息化部党组书记、雒树刚的文化和旅游部党组书记职务，二人均已满65岁[14][15]。8月11日，十三届全国人大常委会第二十一次会议决定肖亚庆任工业和信息化部部长，免去苗圩的工业和信息化部部长职务；胡和平任文化和旅游部部长，免去雒树刚的文化和旅游部部长职务[16]。8月28日，十三届全国政协常委会第十三次会议决定增补苗圩为全国政协经济委员会副主任、雒树刚为全国政协文化文史和学习委员会副主任。
- 2020年11月30日，中共中央决定唐仁健任农业农村部党组书记、中共中央农村工作领导小组办公室主任，不再担任甘肃省委副书记、省长职务；王文涛任商务部党组书记，不再担任黑龙江省委副书记、省长职务。免去韩长赋的农业农村部党组书记、钟山的商务部党组书记职务，二人已满65岁[17][18]。12月26日，十三届全国人大常委会第二十四次会议决定唐仁健任农业农村部部长，免去韩长赋的农业农村部部长职务；王文涛任商务部部长，免去钟山的商务部部长职务。2021年3月3日，十三届全国政协常委会第十五次会议增补韩长赋、钟山为全国政协经济委员会副主任。
- 2020年12月8日，应急管理部部长王玉普因长期患病医治无效在天津逝世[19]。自应急管理部组建后，部内工作一直由部党委书记（2020年前为党组书记）黄明主持。
- 2020年12月11日，中共中央决定陈小江任中共中央统战部副部长、国家民委党组书记，不再担任中央纪委副书记（国家监委副主任）、常委职务；免去巴特尔兼任的中共中央统战部副部长、国家民委党组书记职务[20]。12月26日，十三届全国人大常委会第二十四次会议决定任命陈小江为国家民族事务委员会主任，免去巴特尔的国家民族事务委员会主任职务。巴特尔仅担任全国政协副主席。
- 2021年1月28日，中共中央决定李国英任水利部党组书记，不再担任安徽省委副书记、省长职务。免去鄂竟平的水利部党组书记职务。鄂竟平已满65岁[21]。2021年2月28日，十三届全国人大常委会第二十六次会议决定任命李国英为水利部部长，免去鄂竟平的水利部部长职务[22]。3月3日，十三届全国政协常委会第十五次会议增补鄂竟平为全国政协人口资源环境委员会副主任。
- 2021年4月29日，十三届全国人大常委会第二十八次会议决定任命黄明为应急管理部部长。
- 2021年7月30日，中共中央决定怀进鹏任教育部党组书记，不再担任中国科协党组书记、副主席、书记处第一书记职务。免去陈宝生的教育部党组书记职务，陈宝生已满65岁[23]。8月20日，十三届全国人大常委会第三十次会议决定任命怀进鹏为教育部部长，免去陈宝生的教育部部长职务[24]。9月1日，十三届全国政协常委会第十八次会议增补陈宝生为全国政协文化文史和学习委员会副主任。
- 2021年7月30日，中共中央决定司法部部长唐一军同时担任部党组书记，袁曙宏不再担任司法部党组书记、副部长职务。9月1日，十三届全国政协常委会第十八次会议增补袁曙宏为全国政协教科卫体委员会副主任。
- 2021年11月18日，中共中央决定，赵克志不再兼任公安部党委书记职务，王小洪任公安部党委书记。王小洪原任公安部党委副书记、常务副部长。
- 2022年2月25日，中共中央决定唐登杰任民政部党组书记，不再担任国家发改委党组副书记、副主任职务，免去李纪恒的民政部党组书记职务，李纪恒已满65岁。2月28日，十三届全国人大常委会第三十三次会议决定任命唐登杰为民政部部长，免去李纪恒的民政部部长职务[25]；同时决定李纪恒为全国人大农业与农村委员会副主任委员[26]。
- 2022年3月28日，中共中央决定王蒙徽任湖北省委书记，不再担任住房和城乡建设部部长、党组书记职务[27]。4月20日，十三届全国人大常委会第三十四次会议决定免去王蒙徽的住房和城乡建设部部长职务。
- 2022年4月28日，中共中央决定孙绍骋任内蒙古自治区党委书记，不再担任退役军人事务部部长、党组书记职务；裴金佳任退役军人事务部党组书记，不再担任中共中央台办、国台办副主任职务[28][29]。6月24日，十三届全国人大常委会第三十五次会议决定任命裴金佳为退役军人事务部部长，免去孙绍骋的退役军人事务部部长职务[30]。
- 2022年4月28日，中共中央决定周祖翼任人力资源和社会保障部党组书记，不再担任中央机构编制委员会办公室主任职务。免去张纪南的人力资源和社会保障部党组书记职务。张纪南已满65岁。6月22日，十三届全国政协常委会第二十二次会议决定任命张纪南为全国政协人口资源环境委员会副主任。6月24日，十三届全国人大常委会第三十五次会议决定任命周祖翼为人力资源和社会保障部部长，免去张纪南的人力资源和社会保障部部长职务[30]。
- 2022年6月17日，中共中央决定倪虹任住房和城乡建设部党组书记[31]。倪虹原任住房和城乡建设部副部长、党组成员。6月24日，十三届全国人大常委会第三十五次会议决定任命倪虹为住房和城乡建设部部长[30]。
- 2022年6月17日，中共中央决定潘岳任国家民族事务委员会党组书记，不再担任国务院侨务办公室主任职务。免去陈小江的国家民族事务委员会党组书记职务[32]。陈小江已于2022年1月明确为中央统战部分管日常工作的副部长。6月24日，十三届全国人大常委会第三十五次会议决定任命潘岳为国家民族事务委员会主任，免去陈小江的国家民族事务委员会主任职务[30]。
- 2022年6月17日，中共中央决定王广华任自然资源部党组书记，陆昊不再担任自然资源部党组书记职务。王广华原任自然资源部副部长、党组成员。6月24日，十三届全国人大常委会第三十五次会议决定任命王广华为自然资源部部长，免去陆昊的自然资源部部长职务[30]。陆昊调任国务院发展研究中心主任、党组书记。
- 2022年6月24日，十三届全国人大常委会第三十五次会议决定免去赵克志兼任的公安部部长职务，任命王小洪为公安部部长[30]。
- 2022年7月28日，工业和信息化部部长、党组书记肖亚庆涉嫌违纪违法，接受中央纪委国家监委审查调查[33]。同日中共中央决定中央军民融合发展委员会办公室常务副主任金壮龙任工业和信息化部党组书记[34]。
- 2022年7月28日，中共中央决定王祥喜任应急管理部党委书记，不再担任国家能源集团董事长、党组书记职务，免去黄明的应急管理部党委书记职务[35]。黄明10月满65岁。
- 2023年2月24日，贺荣任司法部部长，不再担任最高人民法院副院长、审判委员会委员、审判员职务[36]。此前原司法部部长唐一军已改任江西省政协主席。